# 城崎桃華
城崎 桃華（しろさき ももか、9月17日 - ）は、日本の声優。Chu☆Oh!Dolly、Luce Twinkle WInk☆の元メンバー。年齢非公開、身長は153cm血液型はO型。宮崎県出身。

## 経歴
2015年3月1日より、宮崎県のローカルアイドル「MKM-ZERO」での活動を開始。
2017年3月20日に「MKM-ZERO」を卒業。
2017年5月27日 - 『Jewel Beat!!2017 ～ArcJewel 6th Anniversary SP ～in TSUTAYA O-EAST』にてChu☆Oh!Dollyに加入。
2019年12月28日 - 『Chu☆Oh!Dolly 1st ONEMAN LIVE～時速5kmのシンデレラストーリー～』（表参道GROUND）開催、Chu☆Oh!Dolly解散。
2020年8月2日 「新体制お披露目ライブ」にてLuce Twinkle Wink☆に加入。
2020年12月18日　Luce Twinkle Wink⭐︎3rdワンマンライブ in Zepp Haneda　出演
2021年3月17日 Luce Twinkle Wink☆ 8thシングル たとえばラストダンジョン前の村の少年が序盤の街で暮らすような物語エンディングテーマ「I'mpossible?」にてアニソンメジャーデビュー
2021年11月20日　ANIMAX MUSIX 2021 Part2 in横浜アリーナ　出演
2021年11月24日　Luce Twinkle Wink☆7thCDシングル「新幹線変形ロボ シンカリオンZ」エンディングテーマ「ターミナル ～僕ら、あるべき場所～」、2022年3月9日　Luce Twinkle Wink☆8thCDシングル「異世界美少女受肉おじさんと」エンディングテーマ「"FA"NTASYと!」と2クール連続でアニソンに参加
2022年5月4日 呪い喰らいの魔女　エルーシア 役で初の朗読劇に出演
2022年11月23日　メイドランカー！詰り蹴落とし跪け乙女　紫苑 役で初の舞台に出演
2023年3月5日  初のソロ曲 digital single「Sweetest Dreamer」配信
2023年6月4日 ワンマンライブ「Luce Twinkle Wink☆9周年ライブ~Thank you♡celebration~」出演
2023年7月9日 タイにて海外初のワンマンライブ「Luce Twinkle Wink One-man in Bangkok」出演
2023年8月12日 品川インターシティホールにて行われた「Luce Twinkle Wink☆ 城崎桃華卒業ライブ～IDOL～」にてLuce Twinkle Wink☆を卒業。
2023年8月27日「アニサマ2023 けやき広場ステージ」出演
2023年9月23,24日「JAPAN TREND FESTIVAL 2023」（ベトナム ホーチミン市青年文化会館）出演
2023年12月8日「ミスアキバ2024声優オーディション」にてグランプリを獲得。
2024年2月1日、Digital Doubleに事務所を移籍。入所後に事務所の親会社であるサイバーエージェントがプロデュースするテレビアニメに声優として出演する予定が公表され、同年7月放送開始の『モブから始まる探索英雄譚』に出演した。
2024年6月10日、AZクリエイティブに事務所を移籍。
2024年8月24,25日「極上動漫音樂祭」（台湾 台北兒童新樂園）出演
2024年9月1日「アニサマ2024 けやき広場ステージ」出演
2025年3月31日
在籍していた事務所、AZクリエイティブを退所し、フリーとして活動していく事を発表。

## 出演

### テレビアニメ
- モブから始まる探索英雄譚（2024年、前澤悠美）

### ゲーム
- スタートリガー（2022年、クイーン 魔）

### 舞台
- メイドランカー！詰り蹴落とし跪け乙女（2022年11月23日 - 27日、CBGKシブゲキ！！）紫苑 役
- マジでトキメけ☆︎少女たち!! 〜全国高校生エネルギッシュ選手権大会〜再演（2023年8月30日 - 9月3日、シアターサンモール）百合百合子 役
- マジでトキメけ☆︎少女たち!!〜ホシのミライ〜（2023年11月8日 - 11月12日、CBGKシブゲキ！！）明太ぴりり子 役[4]
- 異世界転生したら大恐竜時代でオワタ。（2023年12月21日 - 24日、BOX in BOX THEATER）ダコサウっぴ 役[5]
- MISH MASH THEATER 2024 in THEATER BRATS（2024年1月17日 - 21日、新宿シアターブラッツ）TEAM　HAPPY[6]
- 舞台『少年秘密倶楽部［壱］〜箱庭の自由〜』（2024年7月3日 - 7日、新宿村LIVE）リーリオ　役[7]
- 舞台『シュヴァルツ・ゼルドナー』（2024年9月19日 - 22日、中目黒キンケロシアター）フリーダ　役[8]
- 舞台『白豚貴族ですが前世の記憶が生えたのでひよこな弟育てます2025』（2025年7月2日 - 11日、中目黒キンケロシアター）シュネー　役[9]

### 朗読劇
- 呪い喰らいの魔女（2022年5月4日 - 8日、アトリエファンファーレ高円寺）エルーシア 役[10]
- 叶え屋「ソルシレーヴ」〜メリーバッドエンド〜再演（2022年8月9日 - 14日、BOX in BOX THEATER）エミリア 役[11]
- にゃんとちゅまらぬ結末か（2023年2月22日 - 26日、BOX in BOX THEATER）ひつじさん 役[12]
- 朗読劇「美術室に置き去りにされた天使」(2024年3月26日-30日、シアターサンモール) すみれ役[13]
- 朗読劇「影法師」(2024年10月6日、ブルースクエア四谷) あかり役[14]
- 朗読劇「美術室に置き去りにされた天使-再演-」(2025年4月4日-5日、シアターサンモール) ハボタ役[15]
- キミに贈る朗読会「レディメイドレディ」(2025年5月17日-18日、MsmileBOX渋谷) クレア役[16]
- 「薔薇色のオセローラブ」(2025年7月18日-20日、参宮橋TRANCE MISSION) 灰咲アリス役[17]

### ライブ×リーディング公演
- メイホリック×Kawaii Party！ライブ×リーディング『KAWAII偶像パラドキシカル』(2025年7月30日-8月2日、CBGKシブゲキ！！) カンケル役[18]

### ラジオ
- アニルーチェ(メインパーソナリティ) [2020年10月5日 - 2022年7月25日]（ラジオNIKKEI第1）
- アニジュエル(メインパーソナリティ) [2022年8月1日 -　2024年3月25日 ]（ラジオNIKKEI第1）
- アイドルジェネレーション(MC) [2023年4月7日 - 2023年12月22日]（ラジオNIKKEI第1）

### ドラマ・テレビ出演
- コンカフェ好きピ！（2022年5月19日 - 2022年6月22日 チバテレビにて放送）
- 富津接続殺人事件（2022年10月6日 - 2022年12月22日 チバテレビにて放送）野沢菜々 役
- 余命6日のコンカフェエンジェル(2023年1月4日　チバテレビにて放送) 里村栞 役

### その他
- あきかるレギュラーモデル（2021年3月1日 - ）

## 参加楽曲

### Chu☆Oh!Dolly
- 1stCDシングル「ヒットチャートで好きにして！」 c/w type-A、type-B          （2017年12月5日発売）[19]
- 2ndCDシングル「MAX！アベニュー」 c/w type-A 、type-B                            （2018年10月9日発売）
- 3rdCDシングル「3回君の名前を呪文のように唱えたら…」 c/w type-A 、type-B （2019年4月2日発売）[20]
- 4thCDシングル「Girl‘s,Re Ambitious／結局…I Love You」 c/w type-A 、type-B （2019年12月24日発売）

### Luce Twinkle Wink☆
- 6thCDシングル「I’mpossible？」2021年3月17日発売）

　TVアニメ「たとえばラストダンジョン前の村の少年が序盤の街で暮らすような物語」エンディング
- 7thCDシングル「ターミナル ～僕ら、あるべき場所～」（2021年11月24日発売）

　TVアニメ「新幹線変形ロボ シンカリオンZ」エンディング
- 8thCDシングル「"FA"NTASYと!」（2022年3月9日発売）

　TVアニメ「異世界美少女受肉おじさんと」エンディング
- 「Shall we Luce？」[24]作詞・作曲・編曲 / 猟平(SPVRK)
- 「Shiny☆Journey」[25]作詞・作曲・編曲 / 猟平(SPVRK)
- 「輪廻のスーパーノヴァ」（2023年8月9日配信）[26] 作詞：まい・城崎桃華　 作曲・編曲　CHEEBOW

### 舞台『白豚貴族ですが前世の記憶が生えたのでひよこな弟育てます 2025』
「菊乃井少女歌劇団　シュネー役（城崎桃華）」
- オープニング「Visions」[28]作詞：ヤマイ　作曲/ 中前"Timo"智彦
- 挿入歌「菊乃井少女歌劇団のうた」[29]作詞・作曲/ 中前"Timo"智彦
- エンディング「緑の理想郷」作詞：ヤマイ　作曲/ 中前"Timo"智彦

### ソロ楽曲
- 「Sweetest Dreamer」（2023年3月5日配信）[30] 作詞: Grace Tone、城崎桃華 作曲・編曲： 油布 賢一 a.k.a KENNY, Ryota Nakai
- 「Bloom」（2024年9月1日配信）[31] 作詞: 園田優　作曲： 園田優